# Batalla de Montgisard
La batalla de Montgisard fue un combate que tuvo lugar el 25 de noviembre de 1177 entre musulmanes al mando de Saladino y cristianos bajo las órdenes del rey Balduino IV de Jerusalén, más conocido como el «rey leproso». El choque se produjo durante los últimos años del Reino Cristiano de Jerusalén, cuando Saladino amenazaba con invadir los estados francos en Siria.

## Historia de la batalla
El Reino de Jerusalén se encontraba al borde de la invasión de los mamelucos y soldados musulmanes del sultán Saladino, que mandaba un ejército de veintisiete mil hombres, según Guillermo de Tiro. El sultán emprendió la invasión de los campos creyendo atacar a un país sin defensores. Pero el joven rey Balduino IV reunió a todos los caballeros que le quedaban y se llevó la Vera Cruz, yendo a refugiarse en primera instancia a Ascalón.
El rey de Jerusalén llevaba consigo trescientos setenta y cinco caballeros, de los cuales ochenta eran templarios a las órdenes del maestre Eudes de Saint-Amand, Reinaldo de Châtillon y Joscelino III de Courtenay, tío del rey; también los acompañaban los hermanos Balduino y Balián de Ibelín, Reinaldo de Sidón y Aubert, obispo de Belén, que llevaba la Vera Cruz. La infantería fue reclutada a toda prisa, incluidos los burgueses, y era más numerosa que la caballería, pero no superaba los cuatro mil hombres.
El ejército cristiano acometió por sorpresa la retaguardia del musulmán, lo que produjo una gran confusión en las filas del ejército de Saladino, quien se salvó de milagro gracias a la abnegación de los mamelucos de su guardia personal, que murieron casi todos protegiéndolo. Dicen las crónicas: «El joven rey, atacado por la lepra, superó todos los obstáculos y luchó con un gran valor, lo que dio también valor a sus hombres».
El ejército de Saladino huyó en desbandada hacia Egipto, con enormes pérdidas, mientras que las tropas cristianas eran recibidas triunfalmente en Jerusalén. La victoria de Montgisard significó la supervivencia del Reino de Jerusalén hasta la muerte del rey Balduino IV.